# Richard Daniel (football)
Pour les articles homonymes, voir Richard Daniel et Daniel.
Richard Daniel est né le 2 avril 1973. C'est un joueur de football de Papouasie-Nouvelle-Guinée, ancien recordman de sélections avec l'Équipe de Papouasie-Nouvelle-Guinée de football.